# Monastère des Saints-Archanges à Prizren
Pour les articles homonymes, voir Monastère des Saints-Archanges.
Le monastère des Saints-Archanges (en serbe cyrillique : Манастир Светих арханђела ; en serbe latin : Manastir Svetih arhanđela ; en albanais : Kryeengjëjt e Shenjt, Manastiri i Kryeengjëjve të Shenjtë, Manastiri i kryeëngjëjve Mëhill e Gabriel) est un monastère orthodoxe serbe situé au Kosovo, à proximité de la ville de Prizren/Prizren. Il dépend de l'éparchie de Ras-Prizren et figure sur la liste des monuments culturels d'importance exceptionnelle de la République de Serbie.

## Emplacement
Le monastère des Saint-Archanges est construit sur le plus petit des plateaux du canyon de la Prizrenska Bistrica, à environ 2,5 km au sud-est de Prizren. Le plateau, entouré par la rivière sur trois de ses côtés, forme ainsi une péninsule, tandis que le quatrième côté est dominé par un escarpement sur lequel se dresse la forteresse de Višegrad. À l'époque de sa construction, une route commerciale passait à proximité de la Prizrenska Bistrica, reliant Skopje à Prizren, qui était alors la capitale de la Serbie, en passant par Kaçanik/Kačanik, Sirinić et Sredska/Sredskë ; peut-être traversait-elle même le monastère.

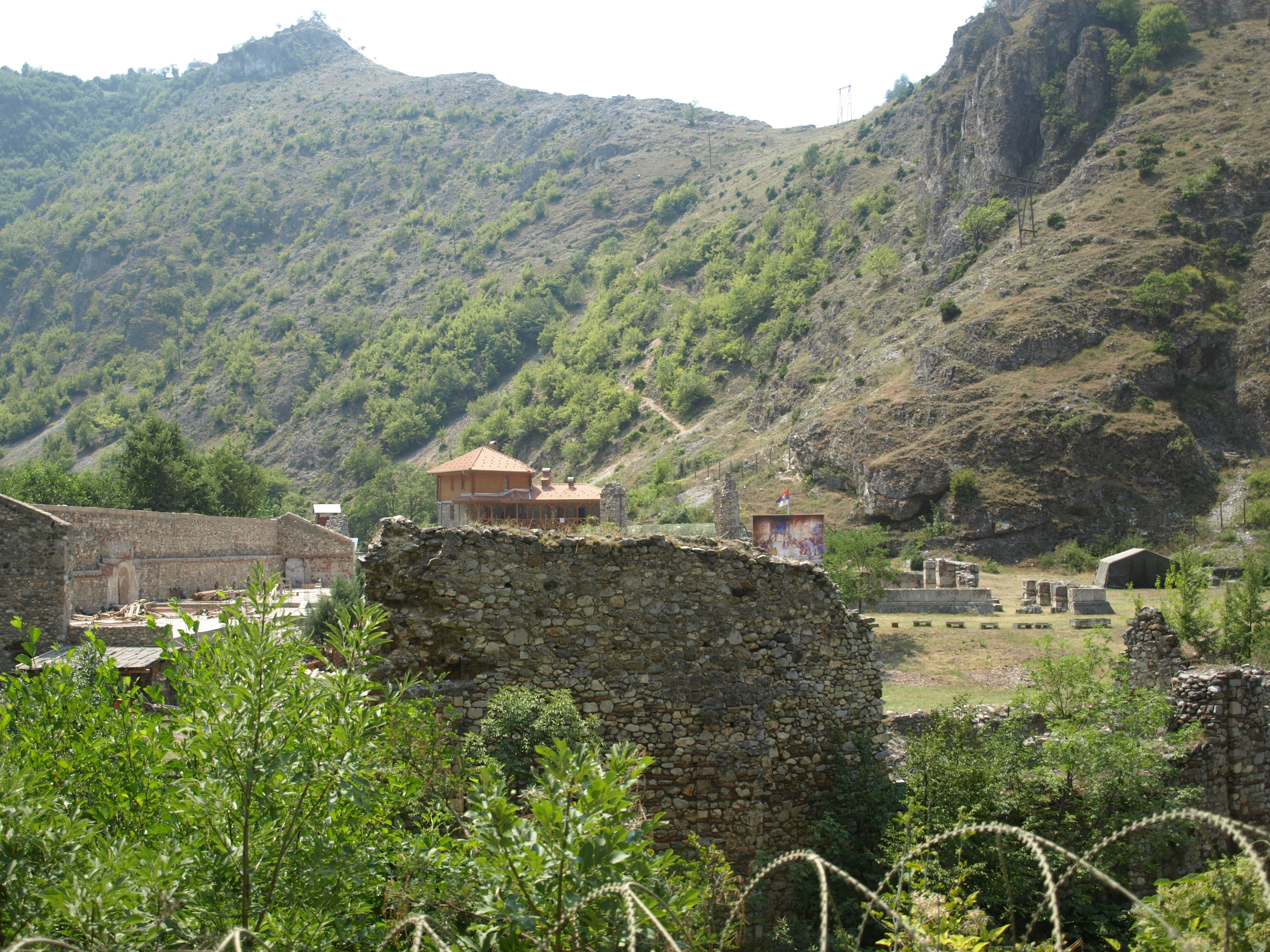
L'ensemble monastique
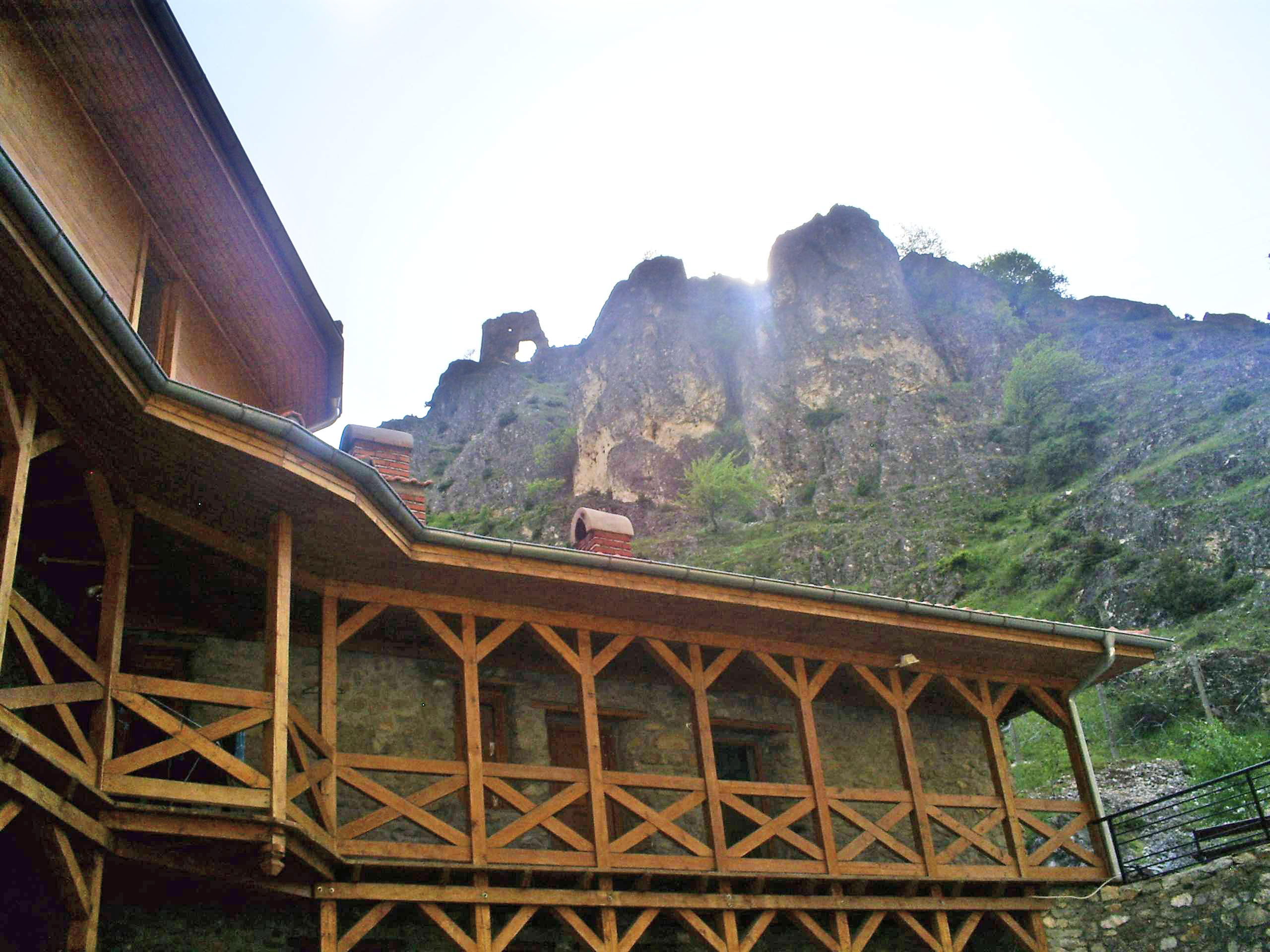
Le konak du monastère et la forteresse de Višegrad

## Histoire

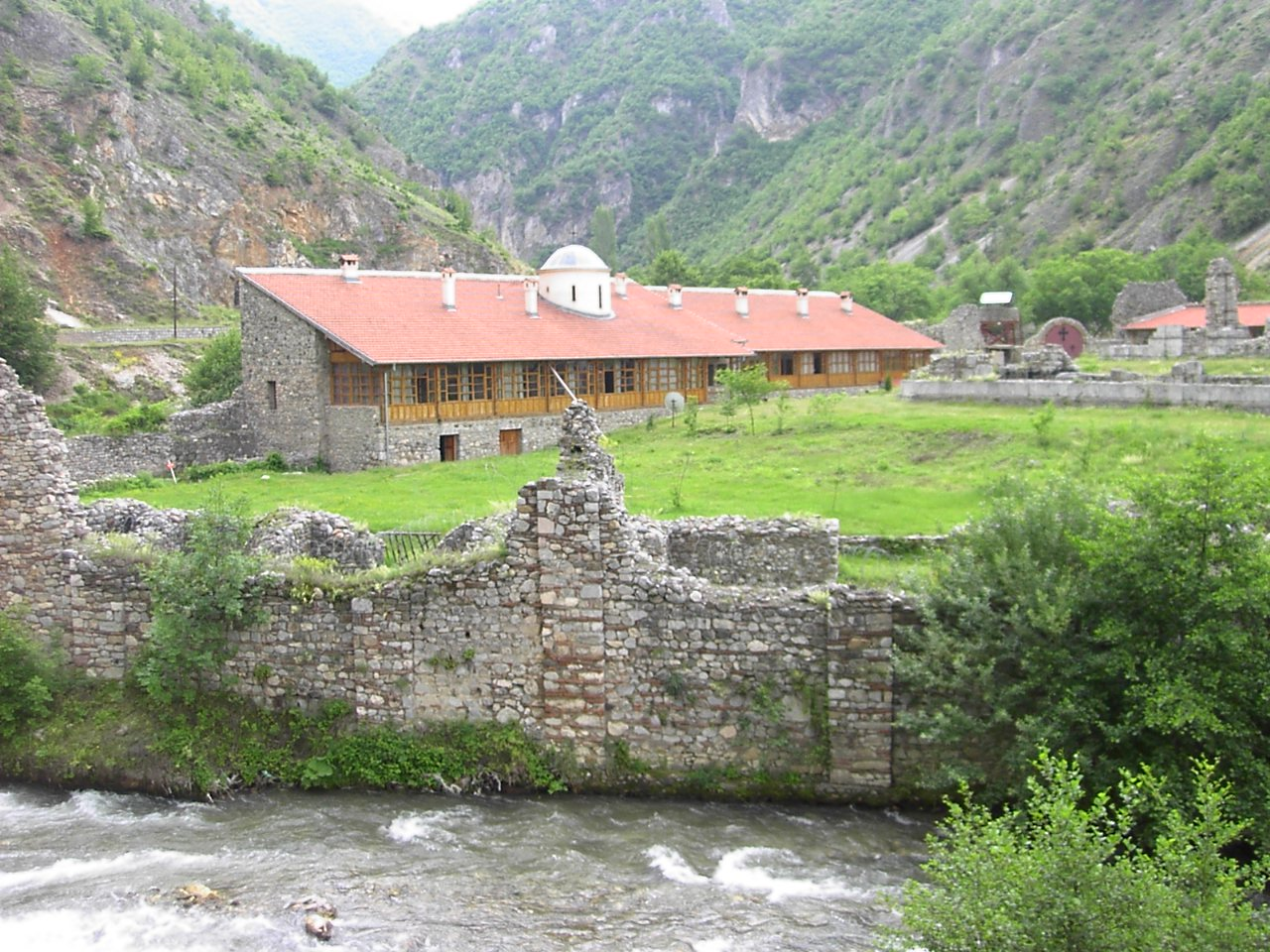
Le monastère aujourd'hui

Le monastère des Saints-Archanges a été fondé par l'empereur serbe Stefan Dušan et construit entre 1343 et 1352, à l'emplacement d'une église plus ancienne qui faisait partie de la forteresse de Višegrad. Édifié dans un style qui allait donner naissance à l'école de la Morava, il devait abriter le tombeau de l'empereur. Le complexe monastique, couvrant environ 6 500 m2, comprenait deux églises, l'une dédiée aux saints Archanges, où se trouvait la tombe de l'empereur Dušan, l'autre dédiée à saint Nicolas. Le monastère fut pillé après l'arrivée des Ottomans en 1455, et, en 1615, il fut entièrement rasé et ses pierres furent employées à la construction de la mosquée de Sinan Pacha à Prizren.
L'ensemble monastique a été fouillé en 1927 et ses vestiges furent préservés après la Seconde Guerre mondiale. Dans les années 1990, des travaux de reconstructions y furent entrepris et, en 1998, une communauté de moines s'y installa de nouveau. En juin 1999, après l'Opération Allied Force et le retrait de l'armée de la République fédérale de Yougoslavie, les bâtiments reconstruits furent pillés et incendiés par des membres de l'Armée de libération du Kosovo, et cela même après l'arrivée de la KFOR. Pendant les émeutes de 2004 au Kosovo, le monastère fut à nouveau pillé et incendié. Il est aujourd'hui habité par une communauté de huit moines placés sous la protection constante des troupes allemandes de la KFOR et situé dans une zone spéciale de protection,.